# Kayden Boche
Kayden Boche (Brest, Francia; 3 de junio de 1985) es un modelo, actor, director cinematográfico, director de fotografía, productor discográfico y compositor – conocido por protagonizar las campañas del perfume Dior Addict Be Iconic y Eau Délice de Christian Dior junto a la modelo Daphne Groeneveld. Es popular también por aparecer en las revistas Vogue, Jalouse Magazine, Spray Magazine, y desfilar para Christian Dior, Prada, Kenzo, Francesco Smalto, Alexis Mabille, y otros.

## Primeros años
Kayden Boche nació el 3 de junio de 1985 en Brest, Francia. Su madre murió a los 33, el 24 de febrero de 1994, tres semanas después de dar a luz a su hermana menor. Boche más tarde fue adoptado por una familia en 1999, después de sufrir repetidos abusos física y emocionales por más de 5 años. Se graduó de la escuela secundaria en el año 2004, e inició su carrera internacional como modelo un año más tarde. Boche también se graduó en estudios de marketing y comunicación.

## Carrera

### Modelo
Boche comenzó su carrera de modelaje en el año 2005, primero descubierto y fotografiado por Fred Goudon – aclamado fotógrafo francés y autor de los calendarios de rugbistas Dieux du Stade. Dos años más tarde, fue descubierto y contratado por Request Model Management en Nueva York y Elite Model Management en Milán – líder internacional de agencias de modelos. Después de la adquisición de la representación, el modelaje de Boche pronto empezó a expandir, llegando a ser fotografiado por Tim Walker, François Rousseau, Fred Goudon, Olivier Rieu, Bruna Kazinoti, Marc Hervouet, Joe Lai, Marcelo Capizzano, Michael Baumgarten, Sam Scott Schiavo, Julien Cozzolino, Matthieu Dortomb, Quentin Caffier, y más. Protagonizó las campañas de perfume de Christian Dior Be Iconic y Eau Délice junto a Daphne Groeneveld. Aparece en las revistas Vogue, Jalouse Magazine y Spray Magazine. Como modelo de pasarela, caminó las pasarelas de diseñadores como Christian Dior, Prada, Kenzo, Francesco Smalto, Alexis Mabille – entre otros.

### Música
Boche produjo a varios artistas de fama internacional, incluyendo a Jessica Lowndes, James Rendon, Angelika Vee y Jérémy Amelin – finalista francés de American Idol. Él es el director de video musical y compositor de la canción Oh, Oh ! (feat. Angelika) — cuarto sencillo de Jérémy Amelin lanzado mundialmente el 25 de enero de 2010. Al 15 de junio de 2017, el sencillo se ha sido retransmitido más de 11,8 millones de veces en todo el mundo y el video musical visto más de 2,3 millones de veces en YouTube. Boche también se asoció con Jessica Lowndes de la serie de televisión estadounidense 90210 y el productor de música James Rendon para grabar y lanzar la canción Undone (feat. Jessica Lowndes) — quinto sencillo de Jérémy Amelin lanzado mundialmente el 23 de mayo de 2011.

## Discografía
| Año  | Artista         | Título                    | Acreditado como | Acreditado como | Notas                         | Ref.                        |
| Año  | Artista         | Título                    | Productor       | Compositor      | Notas                         | Ref.                        |
| ---- | --------------- | ------------------------- | --------------- | --------------- | ----------------------------- | --------------------------- |
| 2012 | Davi Shane      | Sandcastle                | Sí              |                 | co-producido con James Rendon | [ 27 ]                      |
| 2011 | Jessica Lowndes | Undone                    | Sí              |                 | co-producido con James Rendon | [ 23 ] [ 24 ] [ 25 ] [ 26 ] |
| 2010 | Jérémy Amelin   | Oh, Oh ! (feat. Angelika) |                 | Sí              | co-escrito con Angelika Vee   | [ 19 ] [ 20 ] [ 21 ] [ 22 ] |

## Filmografía

### Televisión
| Año  | Título       | Acreditado como | Acreditado como | Acreditado como | Acreditado como | Notas                       | Ref.          |
| Año  | Título       | Actor           | Director        | Guionista       | Productor       | Notas                       | Ref.          |
| ---- | ------------ | --------------- | --------------- | --------------- | --------------- | --------------------------- | ------------- |
| 2019 | What The Kay | Sí              | Sí              | Sí              | Sí              | protagonizando Kayden Boche | [ 18 ] [ 28 ] |

### Anuncios publicitarios
| Año  | Título                   | Acreditado como | Acreditado como | Acreditado como | Acreditado como | Notas                              | Ref.                     |
| Año  | Título                   | Actor           | Director        | Guionista       | Productor       | Notas                              | Ref.                     |
| ---- | ------------------------ | --------------- | --------------- | --------------- | --------------- | ---------------------------------- | ------------------------ |
| 2018 | Oblivion                 | Sí              | Sí              | Sí              | Sí              | protagonizando Kayden Boche        | [ 18 ] [ 29 ]            |
| 2016 | Rise & Shine             |                 | Sí              | Sí              | Sí              | protagonizando Bérangère Griscelli | [ 18 ] [ 30 ]            |
| 2013 | Dior Addict (Eau Délice) | Sí              |                 |                 |                 | protagonizando Daphne Groeneveld   | [ 4 ] [ 5 ] [ 6 ] [ 18 ] |
| 2012 | Dior Addict (Be Iconic)  | Sí              |                 |                 |                 | protagonizando Daphne Groeneveld   | [ 3 ] [ 5 ] [ 6 ] [ 18 ] |

### Videos musicales
| Año  | Artista       | Título                    | Acreditado como | Acreditado como | Acreditado como | Notas | Ref.                               |
| Año  | Artista       | Título                    | Director        | Guionista       | Productor       | Notas | Ref.                               |
| ---- | ------------- | ------------------------- | --------------- | --------------- | --------------- | ----- | ---------------------------------- |
| 2012 | Davi Shane    | Sandcastle                | Sí              | Sí              | Sí              |       | [ 18 ] [ 31 ]                      |
| 2010 | Jérémy Amelin | Oh, Oh ! (feat. Angelika) | Sí              | Sí              |                 |       | [ 14 ] [ 15 ] [ 16 ] [ 17 ] [ 18 ] |